# Thermen & Badewelt Sinsheim
Koordinaten: 49° 14′ 9″ N, 8° 53′ 1″ O

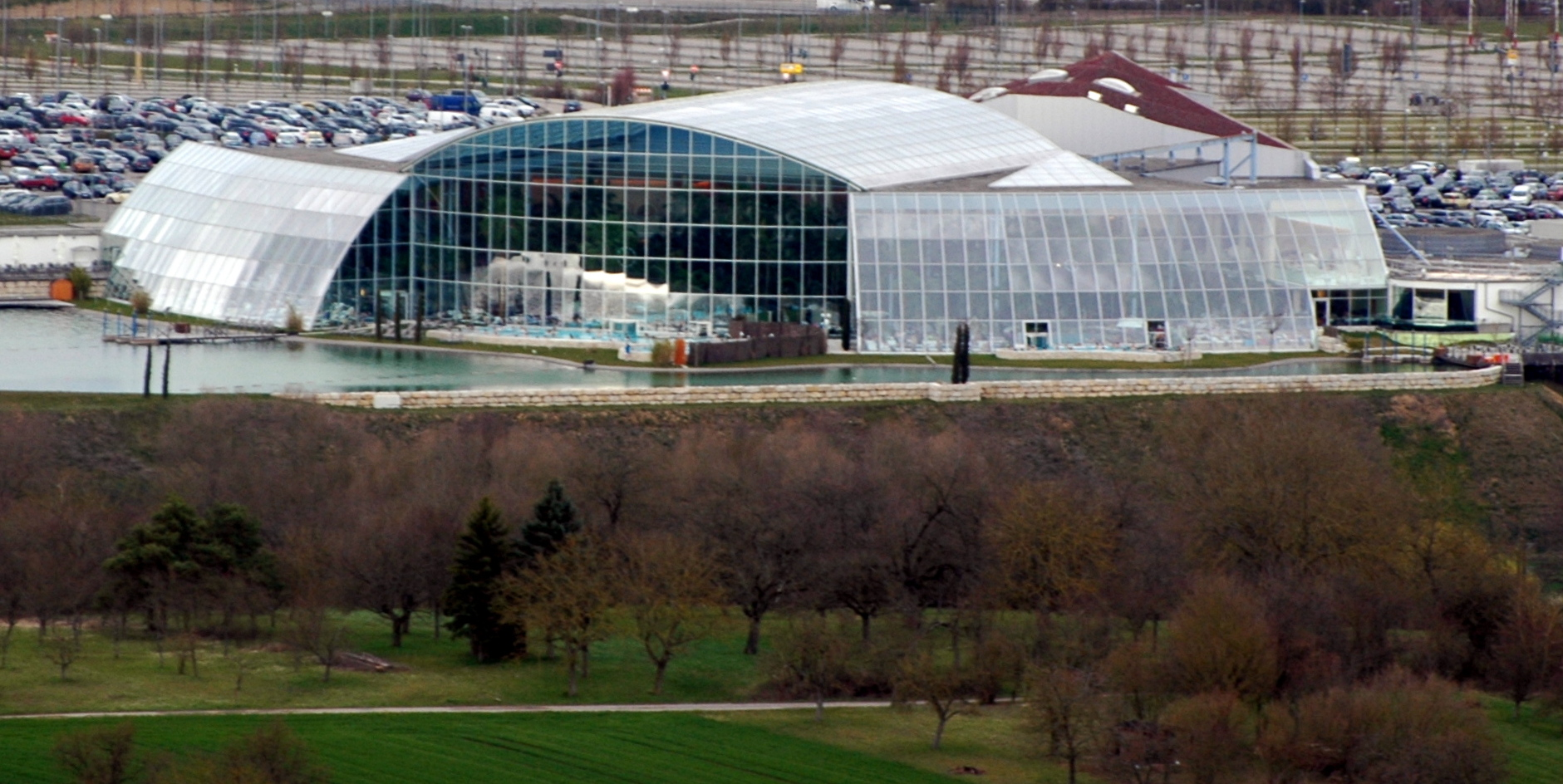
Außenansicht (2016)

Die Thermen & Badewelt Sinsheim ist ein Wellnessbad mit Saunalandschaft in Sinsheim im Kraichgau, im Rhein-Neckar-Kreis. Sie liegt im Naturschutzgebiet am Fuß der Burg Steinsberg.

## Geschichte
Die Thermen & Badewelt Sinsheim gehört zur Thermengruppe Josef Wund. Das Großprojekt wird auf rund 50 Mio. geschätzt.
Die Grundsteinlegung erfolgte am 9. November 2011. Eröffnet wurde die Thermen & Badewelt Sinsheim am 19. Dezember 2012. Die Fertigstellung der Saunen erfolgte im Frühjahr 2013.
Die Koi-Sauna wurde im Jahr 2013 bewertet und als größte Sauna der Welt in das im September 2014 erscheinende Guinnessbuch der Rekorde, Ausgabe 2014, aufgenommen. Auf 166,10 m² finden bis zu 150 Saunierende Platz.
Im September 2015 fand in der Vitaltherme & Sauna die Aufguss-WM statt. 69 Profi-Aufgießer aus 15 Ländern traten an, um den Aufgussmeister im Einzel- und Teamwettbewerb zu ermitteln.
Auf rund 2000 m² wurden im Sommer 2019 1.100 Tonnen Sand im Außenbereich des Palmenparadies aufgeschüttet und der Sandstrand Paradise Beach geschaffen. 60 winterharte Palmen wurden dafür aus Spanien importiert, die unterirdisch per Drainage mit Wasser versorgt werden.
Im Februar 2021 sprach sich der Geschäftsführer der Thermengruppe Josef Wund Edelfried Balle für die Erweiterung der Thermen & Badewelt Sinsheim aus. Hierbei soll das Angebot für Familien im Vordergrund stehen. Der Bauantrag zur Erweiterung wurde im Januar 2023 eingereicht.

## Ausstattung
Die Thermen & Badewelt Sinsheim besteht aus drei Bereichen:

### Palmenparadies
Der textile Wellnessbad-Bereich hat eine Fläche von rund 2.200 m². Hier befindet sich die Mehrzahl der insgesamt rund 400 echten Südseepalmen. Die Beckenränder sind umsäumt von Massagedüsen und Sprudelliegen. Die große Lagune mit einer Wassertemperatur von 34 °C ermöglicht auch das Schwimmen in den Außenpool.
Es gibt Whirlpools im Innen- und Außenbereich, das Dampfbad Tropennebel, ein Solarium und Infrarot-Liegen bzw. Kabinen. Das Panoramadach mit einer Gesamthöhe von 18 m lässt sich über die bewegliche Dachfläche von 2.360 m² öffnen.
Im Palmenparadies finden sich drei Gesundheitsbecken, die „Quellen der Gesundheit“: Selen-Becken, Totes-Meer-Becken und Calcium-Lithium-Becken.
Vom Palmenparadies gelangt man in den Außenbereich des „Paradise Beach“ mit 2.000 m² Sandfläche und Beachbar rund um den Natursee mit einer Fläche von 10.000 m².

### Vitaltherme & Sauna
Dieser Bereich mit einer Gesamtfläche von rund 4.000 m² ist textilfrei. Die Saunalandschaft besteht aus diesen 13 individuellen Themensaunen:
- Koi-Sauna (größte Sauna der Welt), 80 °C
- Euphoria, 80 °C
- Hünenring, 80 °C
- Fass-Saunen, 70 °C, 80 °C und 90 °C
- Tropen-Sauna, 75 °C
- Holzstadl, 90 °C
- Wiener Kaffeehaus, 70 °C
- Alhambra, 70 °C
- Kino-Sauna, 60 °C
- Alpenglück, 80 °C

Neu ist seit Anfang 2021 das Saunaboot auf dem Thermensee, das weltweit erste eigenständig fahrende Saunaboot. Es ist 12 Meter lang und rund 12 Tonnen schwer. Durch die coronabedingte Schließungsphase kam das 75 °C heiße Saunaboot erst im Juli 2021 im Gästebetrieb zum Einsatz.
Neu seit März 2023 ist die Außensauna Alpenglück im Blockhausstil.
Zudem gibt es in der Vitaltherme & Sauna ein Dampfbad „Vitalnebel“, die blaue Lagune mit 34 °C Wassertemperatur mit Massage-Sprudelliegen sowie ein Mineralbecken mit Totes-Meer -Salz.

### Sportbad
Das Sportschwimmbecken umfasst sechs Bahnen à 25 Meter, ein 1- und 3-Meter-Sprungbrett sowie Startblöcke für den Schwimmsport und Training. Es gibt auch ein Lehrschwimmbecken. Neben dem kommerziellen Betrieb findet Schwimm- und Schulsport statt.